# Погоришный, Олег Евгеньевич
Оле́г Евге́ньевич Погори́шный (17 августа 1994, Сургут, Россия) — российский хоккеист, защитник клуба «Дизель».

## Карьера
На юношеском уровне играл за сургутский «Олимпиец» (первый тренер С. В. Вимба) в Первенстве России среди юношей в регионе «Урал-Западная Сибирь», воскресенский «Химик» (тренер Резепов А. Р.) в Чемпионате Москвы среди юношей и в Юниорской лиге Москвы, а также провёл 4 матча в Первенстве России среди юношей в составе ярославского «Локомотива».
С сезона 2011/12, пройдя просмотр, начал играть за созданную специально для выступлений в Молодёжной хоккейной лиге команду «Мамонты Югры», являющуюся молодёжным клубом ханты-мансийской «Югры», играющей в КХЛ. Уже во втором сезоне «Мамонтам» удалось завоевать бронзовые медали чемпионата.
Половину сезона 2014/15 Погоришный провёл в «Мамонтах», а вторую часть в клубе ВХЛ тверском ТХК, с которым дошёл до полуфинала Кубка Братина, проведя 14 игр в регулярном чемпионате (12:59 мин в среднем за игру) и 7 игр в плей-офф (5:52 мин в среднем за игру).
С приходом Павла Езовских на пост главного тренера «Югры» в сезоне 2015/16, Погоришный сразу получил много времени на площадке, благодаря тому, что тренер знал его по совместной работе в «Мамонтах Югры». Уже в своём дебютном матче в КХЛ против нижнекамского «Нефтехимика» 26 августа 2015 года Олег провёл на льду 20:50 мин. (29 смен), что стало вторым результатом в команде, но «Югра» проиграла со счётом 1:2.
Свою первую шайбу в КХЛ забил 16 ноября 2015 года в матче против «Йокерита».
17 июля 2016 года Погоришный подписал новый контракт с «Югрой». Соглашение двустороннее и рассчитано на три года.

## Достижения
- Бронзовый призёр чемпионата МХЛ 2012/13 (в составе МХК «Мамонты Югры»)
- Бронзовый призёр чемпионата ВХЛ 2014/15 (в составе ХК «ТХК»)
- Лучший новичок 3-й игровой недели КХЛ сезона 2015/2016 Архивная копия от 24 октября 2015 на Wayback Machine

## Статистика выступлений
Последнее обновление: 12 марта 2020 года
|             |              |             | Регулярный сезон | Регулярный сезон | Регулярный сезон | Регулярный сезон | Регулярный сезон | Регулярный сезон | Плей-офф | Плей-офф | Плей-офф | Плей-офф | Плей-офф | Плей-офф |
| Сезон       | Команда      | Лига        | Игр              | Г                | П                | Очк              | +/-              | Штр              | Игр      | Г        | П        | Очк      | +/-      | Штр      |
| ----------- | ------------ | ----------- | ---------------- | ---------------- | ---------------- | ---------------- | ---------------- | ---------------- | -------- | -------- | -------- | -------- | -------- | -------- |
| 2011/12     | Мамонты Югры | МХЛ         | 38               | 0                | 0                | 0                | -3               | 16               | —        | —        | —        | —        | —        | —        |
| 2012/13     | Мамонты Югры | МХЛ         | 49               | 3                | 10               | 13               | +19              | 32               | 12       | 0        | 0        | 0        | +3       | 4        |
| 2013/14     | Мамонты Югры | МХЛ         | 56               | 8                | 18               | 26               | +30              | 72               | 11       | 1        | 1        | 2        | -4       | 10       |
| 2014/15     | Мамонты Югры | МХЛ         | 34               | 4                | 12               | 16               | +14              | 62               | —        | —        | —        | —        | —        | —        |
| 2014/15     | ТХК          | ВХЛ         | 14               | 0                | 1                | 1                | -1               | 4                | 7        | 0        | 0        | 0        | 0        | 0        |
| 2015/16     | Югра         | КХЛ         | 54               | 1                | 2                | 3                | -8               | 22               | —        | —        | —        | —        | —        | —        |
| 2016/17     | Югра         | КХЛ         | 41               | 2                | 7                | 9                | -12              | 55               | —        | —        | —        | —        | —        | —        |
| 2017/18     | Югра         | КХЛ         | 42               | 1                | 2                | 3                | -4               | 22               | —        | —        | —        | —        | —        | —        |
| 2017/18     | Рубин        | ВХЛ         | 3                | 0                | 1                | 1                | -2               | 0                | —        | —        | —        | —        | —        | —        |
| 2018/19     | Сочи         | КХЛ         | 14               | 1                | 1                | 2                | -4               | 2                | —        | —        | —        | —        | —        | —        |
| 2019/20     | Сочи         | КХЛ         | 51               | 2                | 7                | 9                | -5               | 26               | —        | —        | —        | —        | —        | —        |
| 2020/21     | Сочи         | КХЛ         | 57               | 2                | 7                | 9                | -16              | 34               | —        | —        | —        | —        | —        | —        |
| 2021/22     | Югра         | ВХЛ         | 11               | 0                | 1                | 1                | +6               | 10               | —        | —        | —        | —        | —        | —        |
| Всего в КХЛ | Всего в КХЛ  | Всего в КХЛ | 259              | 9                | 26               | 35               | -49              | 159              | —        | —        | —        | —        | —        | —        |
| Всего в ВХЛ | Всего в ВХЛ  | Всего в ВХЛ | 28               | 0                | 3                | 3                | +3               | 14               | 7        | 0        | 0        | 0        | 0        | 0        |
| Всего МХЛ   | Всего МХЛ    | Всего МХЛ   | 177              | 15               | 40               | 55               | +60              | 182              | 23       | 1        | 1        | 2        | -1       | 14       |